# Deniss Baškatovs
Deniss Baškatovs (né le 6 avril 1993 à Daugavpils, en Lettonie) est un joueur letton de hockey sur glace qui évolue en position d'attaquant.

## Biographie
Baškatovs commence le hockey dans sa ville natale. En 2010, il part à Daugavpils où il joue ses premiers matchs en sénior. Il rentre à la fin de l'année au Prizma Riga avec qui il joue à la fois dans le championnat national et en MHL B (2e échelon du championnat junior russe). Après deux années pleines il signe à l'Olympia Kirovo-Chepetsk dans la première division de la MHL. L'année suivante il joue au Iounost Minsk toujours en MHL. Alors âgé de 22 ans il prend la direction de la BeNe League avec une année à Eindhoven puis une à Louvain. Après avoir fini deux fois 15e pointeur du championnat il rejoint l'Angleterre et Billingham. Il finira encore une fois dans le top 15 des pointeurs. A l'été il rejoint un nouveau pays en signant chez les Spartiates de Marseille

## Statistiques
Pour les significations des abréviations, voir Statistiques du hockey sur glace.
| Saison    | Équipe                         | Ligue                      |    | Saison régulière | Saison régulière | Saison régulière | Saison régulière | Saison régulière |   | Séries éliminatoires | Séries éliminatoires | Séries éliminatoires | Séries éliminatoires | Séries éliminatoires |
| Saison    | Équipe                         | Ligue                      | PJ | B                | A                | Pts              | Pun              | PJ               | B | A                    | Pts                  | Pun                  |                      |                      |
| 2010-2011 | DHK Latgale                    | Latvijas hokeja čempionāts | 37 | 5                | 18               | 23               | 22               | -                | - | -                    | -                    | -                    |                      |                      |
| 2011-2012 | Prizma Riga                    | MHL B                      | 36 | 5                | 12               | 17               | 34               | -                | - | -                    | -                    | -                    |                      |                      |
| 2011-2012 | Prizma Riga                    | Latvijas HC                | 28 | 5                | 13               | 18               | 16               | -                | - | -                    | -                    | -                    |                      |                      |
| 2012-2013 | Prizma Riga                    | MHL B                      | 38 | 10               | 28               | 38               | 42               | -                | - | -                    | -                    | -                    |                      |                      |
| 2012-2013 | Prizma Riga                    | Latvijas HC                | 26 | 11               | 25               | 36               | 18               | 2                | 0 | 0                    | 0                    | 0                    |                      |                      |
| 2013-2014 | Olympia Kirovo-Chepetsk        | MHL                        | 50 | 5                | 16               | 21               | 55               | 3                | 1 | 0                    | 1                    | 0                    |                      |                      |
| 2014-2015 | HK Iounost Minsk               | MHL                        | 50 | 6                | 12               | 18               | 56               | 5                | 1 | 0                    | 1                    | 10                   |                      |                      |
| 2015-2016 | Dolphin Kemphanen              | BeNe League                | 22 | 15               | 30               | 45               | 78               | -                | - | -                    | -                    | -                    |                      |                      |
| 2016-2017 | Chiefs de Louvain              | BeNe League                | 19 | 15               | 22               | 37               | 36               | -                | - | -                    | -                    | -                    |                      |                      |
| 2017-2018 | Billingham Stars               | NIHL                       | 33 | 22               | 35               | 57               | 22               | 2                | 2 | 1                    | 3                    | 2                    |                      |                      |
| 2018-2019 | Spartiates de Marseille        | Division 1                 | 26 | 10               | 27               | 37               | 42               | 5                | 0 | 3                    | 3                    | 12                   |                      |                      |
| 2019-2020 | Sangliers Arvernes de Clermont | Division 1                 | 24 | 10               | 17               | 27               | 43               | -                | - | -                    | -                    | -                    |                      |                      |
| 2020-2021 | Épinal Hockey Club             | Division 1                 | 7  | 4                | 5                | 9                | 4                | -                | - | -                    | -                    | -                    |                      |                      |
| 2021-2022 | Épinal Hockey Club             | Division 1                 | 25 | 2                | 18               | 20               | 26               | 4                | 0 | 2                    | 2                    | 6                    |                      |                      |